# الأكاديمية الأمريكية للفنون والعلوم
الأكاديمية الأمريكية للفنون والعلوم  (بالإنجليزية: American Academy of Arts & Sciences) هي واحدة من أقدم وأعرق الجمعيات الأمريكية، إضافة إلى أن عضويته تشكل عضوية مرموقة مقارنة بباقي الجمعيات. وهو مركز رائد في البحوث السياسية المستقلة. يعد انتخاب شخص ما لعضوية هذه الجمعية أكبر تكريم منذ تأسيس الجمعية خلال الثورة الأمريكية على أيدي جون آدامز وجون هانكوك وجيمس بودوين وغيرهم من الباحثين الذين ساهموا في إنشاء الدولة الجديدة وحكومتها وصياغة دستورها.
يوجد للأكاديمية حالياً وظيفتين اساستين: انتخاب أعضاء للجمعية عن طرق ترشيحهم من بين أكثر الأشخاص انجازاً في مجالات العلوم والدراسات والأعمال التجارية والشؤون العامة والفنون لإجراء الدراسات اللازمة وفق احتياجات المجتمع. أما الوظيفة الثانية التركيز فهي على التعليم العالي والبحث العلوم الإنسانية والدراسات الثقافية. والمعرفية .

## وصلات خارجية
- الموقع الرسمي